# Кінотеатри Мелітополя
Кінотеатри в Мелітополі існують з 1908 року. До кінця 1980-х років у місті налічувалося 7 кінотеатрів. Більшість із них були закриті в 1990-і роки, так що нині в Мелітополі залишилося тільки 2 діючих кінотеатри.

## Історія
Перший кінотеатр у Мелітополі був побудований у 1908 році Іллею Стамболі. Ще до революції в місті відкрився і другий кінотеатр.

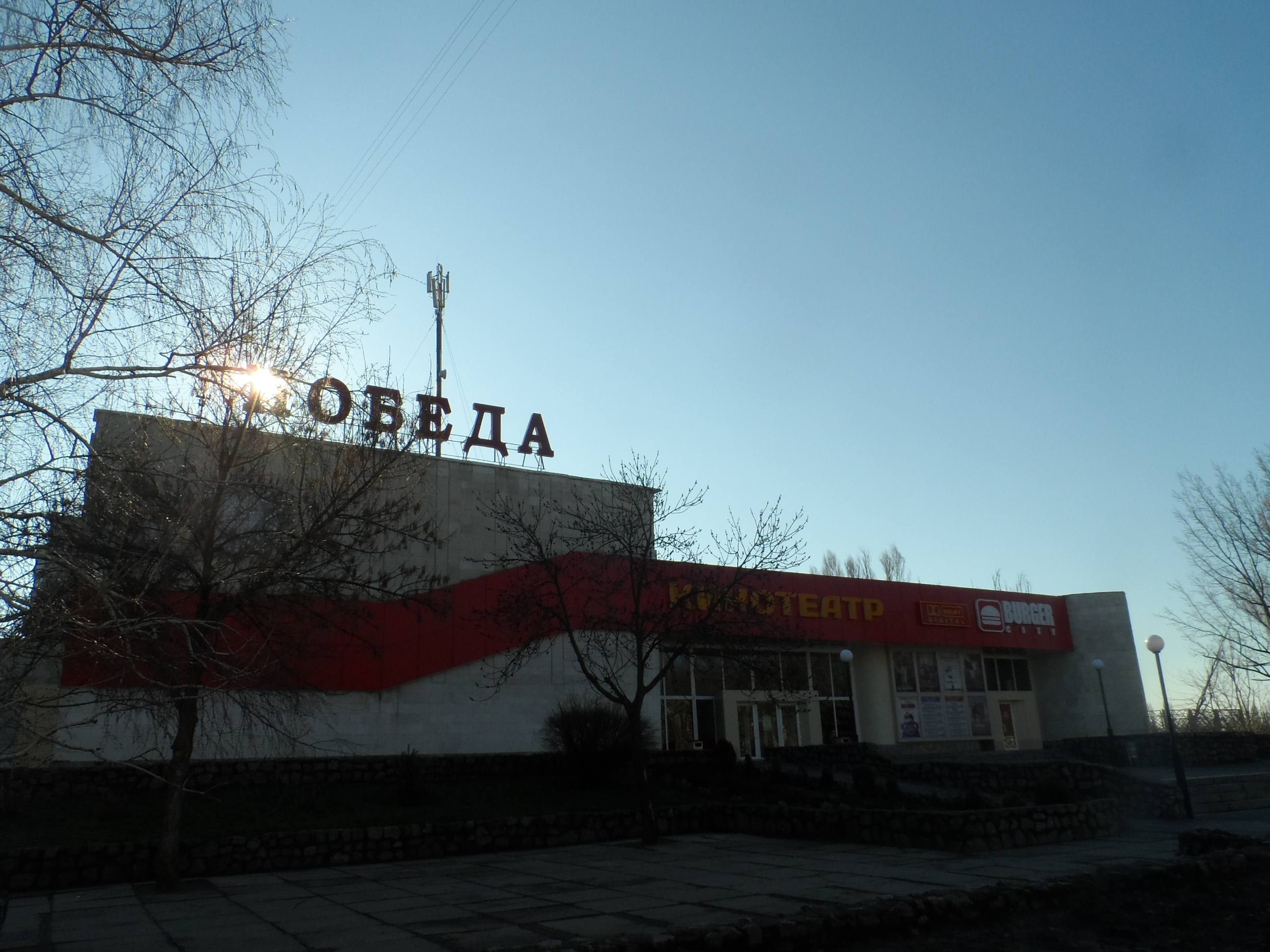

Перед війною в Мелітополі працювало 2 кінотеатри: ім. Я. Свердлова і «Червоний факел». Часто в них з різницею в півгодини-годину демонструвався один і той же фільм, і касети з фільмом терміново перевозилися з кінотеатру в кінотеатр на возі. Крім того, в місті було 28 кіноустановок у міських та робочих клубах та в гуртожитках.
У роки німецької окупації в Мелітополі працював кінотеатр «Дойче Ліхтшпіле» (нім. deutsche Lichtspiele — «німецький кінотеатр»).
Під час боїв за Мелітополь кінотеатри були пошкоджені, але після війни відкрилися знову — «Червоний факел» у 1948 році, а «Модерн» наприкінці 1950-х років. У 1960 році в Мелітополі відкрилося відразу 3 нових кінотеатри — «Родина», «Україна» та «Червона зірка». Останнім кінотеатром, що відкрилися за радянської влади, став кінотеатр «Победа» (1988 рік).
У 1990-ті — 2000-ті роки кінотеатри закривалися, а їх будівлі перепрофілювалися, так що до 2008 року кінотеатрів у місті не залишилось.
У 2012 році після реставрації відкрився кінотеатр «Победа». Інший кінотеатр, бувши в місті — невеликий 3D кінотеатр «5D cube».

## Список кінотеатрів

### Закриті
| Назва                               | Розташування                     | Опис |
| ----------------------------------- | -------------------------------- | --- |
| Червоний факел / ім. 30-річчя ВЛКСМ | вул. Дзержинського, 37           | Був побудований мелітопольським підприємцем і меценатом І. Б. Стамболі в 1908 році і став першим у місті кінотеатром (або, як тоді говорили, «електробіографом»). Після революції кінотеатр був перейменований на «Червоний факел». Під час війни німці влаштували в будівлі кінотеатру стайню. Близько 1948 року кінотеатр отримав нову назву ім. 30-річчя ВЛКСМ. У 1990-ті роки кінотеатр був закритий, а його будівлю знесено. У 2000 році, під час риття котловану на місці залу для глядачів кінотеатру, була виявлена не розірвана авіаційна бомба часів німецько-радянської війни. Зараз на місці кінотеатру будівельний магазин. |
| Модерн / ім. Я. Свердлова           | вул. Свердлова, 11               | Відкрився до революції як кінотеатр «Модерн». Був зруйнований у німецько-радянську війну і відновлений у кінці 1950-х років. У кінотеатрі було 2 зали — блакитний і зелений. Зараз у будівлі кінотеатру працюють магазин, нічний клуб і готель. |
| «Родіна»                            | просп. Богдана Хмельницького, 36 | Дитячий кінотеатр «Родина» відкрився в 1960 році. У фоє кінотеатру працював ляльковий театр. Зараз на місці кінотеатру магазин «Дитячий світ». |
| Україна                             | вул. Фрунзе, 54                  | Кінотеатр «Україна» був відкритий у 1960 році. Він став першим широкоекранним кінотеатром у місті. На відкритті був присутній відомий радянський режисер, мелітополець Григорій Чухрай. Зазвичай кожен новий фільм спочатку тиждень демонструвався в ньому, і тільки після цього передавався в інші кінотеатри Мелітополя. Зараз у будівлі кінотеатру банк і молодіжний клуб. |
| Червона зірка                       | вул. Карла Лібкнехта, 3          | Кінотеатр «Червона зірка» відкрився в 1960 році. Зараз у будівлі кінотеатру розташовуються офіси. |
| Літній кінотеатр                    | Парк ім. М. Горького             | Відкритий у 1954 році на базі літнього театру. Нині закритий, будівля в оренді. |

### Діючі
| Назва    | Розташування                                                               | Опис |
| -------- | -------------------------------------------------------------------------- | --- |
| «Победа» | вул. Брів-ла-Гайард, 2; сайт [Архівовано 6 червня 2014 у Wayback Machine.] | Кінотеатр «Победа» відкрився в 1988 році. У 2003 році кінотеатр був переданий в оренду, а до 2008 року припинив роботу. Навесні-влітку 2012 року в будівлі кінотеатру (за винятком великого залу) була проведена реконструкція, і 8 вересня 2012 року, в День українського кіно, кінотеатр знову відкрився. Спочатку був відкритий тільки малий зал місткістю 125 місць, пізніше відкрився і великий зал, який вміщує близько 250 чоловік. Нині у приміщенні кінотеатру також є Burger City. |
| 5D cube  | пл. Перемоги, 3                                                            | Кінотеатр показує короткі ролики (по 5-15 хвилин) з тривимірним зображенням, рухом крісла і різними спецефектами. |